# George Ross (politik)
George Ross Jr. (10. května 1730 – 14. července 1779) byl signatářem „Continental Association“ (kontinentální asociace) a Deklarace nezávislosti Spojených států jako zástupce Pensylvánie. Byl také strýcem muže, který se oženil s Betsy Griscom v roce 1773 a dal jí její slavné jméno: Betsy Ross. V roce 1952 se on, George Washington a Robert Morris objevili na třícentové známce připomínajícím Betsy Rossovou.

Znak George Rossa

## Životopis
George Ross se narodil 10. května 1730 v New Castle, Delaware. Nejprve se vzdělával doma a poté studoval právo v právnické kanceláři svého bratra Johna, což v té době byla běžná praxe. Poté začal pracovat u soudu ve Filadelfii. Zpočátku byl konzervativní, přikláněl se ke straně toryů, a působil 12 let jako státní zástupce. V roce 1768 byl zvolen do zemského zákonodárného sboru. Tam se jeho sympatie začaly měnit a ve sporech s parlamentem se stal silným zastáncem parlamentarismu.
Byl členem výboru bezpečnosti „Committee of Safety“ a byl zvolen členem delegace kontinentálního kongresu. Byl plukovníkem v pensylvánské domobrany (1775–1776) a viceprezidentem prvního ústavního shromáždění pro Pensylvánii. V roce 1777 rezignoval na účast v kontinentálním kongresu pro špatné zdraví. Byl jmenován do funkce Pennsylvania Court of Admiralty. V tomto postavení zemřel ve věku 49 let. Jeho otcem byl reverend George Aeneas, pátý lord Balblair Ross (1679–1754), který měl 2 manželky a 16 dětí a byl anglikánským duchovním, který emigroval ze Skotska. Jejich otcovská linie sahá zpět k Farquharovi Ó Beólláinovi (1173–1251), kterého král Alexander II. Skotský jmenoval v roce 1226 po velkých vítězstvích v bitvě 1. hrabětem de Ross.
Rossovy děti dostaly doma základ klasického vzdělání. On sám studoval právo během praxe u svého nevlastního bratra Johna ve Philadelphii. Georgeova sestra Gertrude se provdala za Thomase Tilla, syna Williama Tilla, významného soudce a politika okresu Sussex; po jeho smrti se provdala za George Reada, dalšího signatáře Deklarace.
George Ross byl poslední z delegace v Pensylvánii, který připojil svůj podpis k Deklaraci nezávislosti. Byl loajální k Británii a anglickému králi, ale brzy byl znechucen jeho konzervativní politikou a začal podporovat americkou nezávislost.
V roce 1779 zemřel v úřadu ve věku 49 let a je pohřben v křesťanském kostele Christ Church Burial Ground ve Filadelfii.